# Wulfhilde de Barking
Pour les articles homonymes, voir Wulfhilde.
Wulfhilde, Wulfhilda ou Wulfhild est une abbesse anglo-saxonne du Xe siècle. Elle est vénérée comme sainte par les Églises catholique et orthodoxe et fêtée le 9 septembre.

## Biographie
La vie de Wulfhilde est connue grâce à l'hagiographie que lui consacre le moine Goscelin de Saint-Bertin au tournant du XIIe siècle. Il rapporte qu'elle est la fille d'un noble nommé Wulfhelm. Élevée par les religieuses de l'abbaye de Wilton, dans le Wiltshire, elle choisit d'entrer dans les ordres et repousse les avances du roi Edgar le Pacifique, qui jette dès lors son dévolu sur sa cousine Wulfthryth. Le roi la nomme cependant à la tête des couvents bénédictins de Barking, dans l'Essex, et de Horton (en), dans le Dorset.
Wulfhilde est chassée de Barking à l'instigation d'Ælfthryth, la dernière femme d'Edgar, qui souhaite vraisemblablement accaparer les richesses de ce monastère. Son exil de Barking dure vingt ans, période durant laquelle elle reste abbesse de Horton. Elle est finalement autorisée à revenir à Barking, à la suite d'une apparition de la fondatrice du monastère sainte Æthelburh d'après Goscelin. Sept ans plus tard, elle se réfugie à Londres pour échapper aux Vikings et y meurt le 9 septembre d'une année inconnue après 996. Son corps est inhumé à Barking.

## Culte
Goscelin rapporte que des miracles se produisent à Barking comme à Horton après la mort de Wulfhilde. L'abbesse Leofflæd, qui lui a succédé, fait transférer ses reliques trente ans après sa mort. Fêtée le 9 septembre, jour anniversaire de sa mort, elle est considérée comme l'une des trois saintes associées à l'abbaye de Barking, avec Æthelburh et Hildelith, mais son culte n'est jamais particulièrement populaire.